# Cossacks: European Wars
Cossacks: European Wars  is een videogame van het type real-time strategy voor de computer gemaakt door GSC Game World. Het spel speelt zich af in de 17de en 18de eeuw in Europa. In totaal zijn er 16 speelbare naties. Elk van die naties heeft unieke bouwstijlen, upgrades en eenheden. In totaal zijn meer dan 4 miljoen exemplaren verkocht.

## Gameplay
Er zijn 6 basisgrondstoffen in het spel die belangrijk zijn voor de speler. Met deze grondstoffen worden gebouwen en eenheden gemaakt en onderzoek verricht. De 6 grondstoffen zijn hout, steen, voedsel, goud, steenkool en ijzer. Goud, ijzer en steenkool kun je enkel verkrijgen door mijnen te plaatsen over de gegeven grondstoffen. Voedsel is te verkrijgen door boeren te laten werken met molens of door het gebruik van vissersboten. Hout en steen zijn te verkrijgen door steen te kappen en hout te hakken op plaatsen met stenen en bomen. Afhankelijk van de gebouwde eenheid of gebouw, zal de prijs na elke afgewerkte unit of gebouw omhoog gaan. Een tekort aan grondstoffen heeft nadelen voor de speler. Zo heeft een tekort aan voedsel een hongersnood tot gevolg. Hierbij zullen eenheden beginnen te sterven. Een tekort aan steenkool en ijzer heeft tot gevolg dat de eenheden niet meer zullen kunnen schieten en een tekort aan goud leidt tot muiterij. De economische werkkracht bestaat uit boeren die vele rollen kunnen vervullen, zo zijn ze nodig om grondstoffen te krijgen, maar kunnen ze ook vechten. Als de boeren niet beschermd zijn door eenheden, kunnen ze gevangen worden genomen door de vijanden.
Een verschil met standaard-RTS-spellen is dat eenheden in formaties gezet kunnen worden, bestaande uit 15, 36, 72, 120, 196 eenheden van eenzelfde soort. Om zo'n formatie te maken is echter ook een officier en drummer nodig. Drie verschillende soorten formaties kunnen gevormd worden, om zo verschillende aanvalsstrategieën toe te laten.
Verschillende upgrades kunnen onderzocht worden in de academies en in barakken. Deze upgrades kunnen ervoor zorgen dat eenheden sterker worden, grondstoffen sneller verzameld worden of gebouwen zich sterker kunnen weren tegen aanvallen.
Het spel heeft verschillende soorten artillerie. Zo heb je mortieren, deze worden vooral gebruikt bij het belegeren van de vijandelijke stad; kanonnen, vooral gebruikt tegen vijandelijke eenheden; en houwitsers, die zeer effectief zijn tegen eenheden, maar een zeer kort bereik hebben.
De speler kan echter ook op zee oorlog voeren met behulp van een ruime keuze aan schepen die ze kunnen maken. Voor de meeste schepen is echter uitvoerig onderzoek nodig, en de meeste grote krachtige schepen kosten veel grondstoffen. De speler kan ook transport schepen maken om zo eenheden over zee te vervoeren.
Er zijn verschillende soorten landeenheden. Je hebt schutters, die na elk schot een tijd moeten herladen en steenkool en ijzer verbruiken, en je hebt soldaten die enkel lijf aan lijf gevechten aangaan. 
Over het algemeen geldt dat als de speler de 18de eeuw bereikt, hij een grotere keuze aan eenheden krijgt. De sterkste eenheden zijn vaak ook enkel in de 18de eeuw te verkrijgen zijn.

## Kaarten
In Cossacks zijn verschillende kaarten speelbaar. De meeste worden willekeurig gegenereerd. Er zijn echter ook scenario's aanwezig met vaak historisch correct gemaakte kaarten.

## Naties
In Cossacks: European Wars zijn er 16 speelbare naties:
- Algerije
- Bavaria
- Duitsland
- Engeland
- Frankrijk
- Nederland
- Oekraïne
- Oostenrijk
- Piëmont
- Polen
- Portugal
- Pruisen
- Rusland
- Saksen
- Spanje
- Turkije
- Venetië
- Zweden

## Uitbreidingen
In totaal zijn er voor Cossacks: European Wars, 2 uitbreidingen gemaakt.

### Cossacks: The Art of War
The Art of War is het eerste uitbreidingspakket van Cossacks: European Wars, en is ook een standalone uitbreidingspakket. The Art of War voegt 5 nieuwe campagnes toe, 2 nieuwe naties, namelijk Denemarken en Beieren, een kaarteditor en de mogelijkheid om op nog grotere kaarten te spelen en nieuwe terrein soorten te kiezen.

### Cossacks: Back to War
Cossacks: Back to war is de 2de standalone uitbreidingspakket van Cossacks: European Wars. Ze voegt 2 nieuwe speelbare naties toe, namelijk Zwitserland en Hongarije. Ze komt gebundeld met nieuwe kaarten, een tutorialcampagne, en een kaarteditor. Verder zijn er nieuwe eenheden en kanonnen toegevoegd aan iedere natie. Bij Cossacks: Back to War zit bovendien nog een mod, genaamd Mod1, gemaakt door Shaun Fletcher. Andere mods kunnen online gedownload worden.